# Bitch Better Have My Money
«Bitch Better Have My Money» (editado como «B**** Better Have My Money») es una canción grabada por la cantante barbadense Rihanna. Fue escrita por Jamille Pierre, Badrilla Bourelly, Rihanna y Travis Scott, y producida por este último en conjunto con Deputy, Kanye West y WondaGurl. La canción fue lanzada digitalmente el 26 de marzo de 2015 a través de iTunes Store. «Bitch Better Have My Money» es una canción perteneciente al género trap con ritmo de hip hop y representa un cambio musical notorio en cuanto a su primer sencillo, «FourFiveSeconds». La canción recibió críticas mixtas por parte de los críticos; a pesar de que ellos encontraron la canción pegadiza y lista para ser tocada en clubes, ellos dijeron que fue un descenso musical en cuanto a su primer sencillo. Para promover la canción, Rihanna la interpretó por primera vez en la segunda edición de los iHeartRadio Music Awards el 29 de marzo de 2015; la actuación recibió críticas altamente positivas.

## Desarrollo y lanzamiento
«Bitch Better Have My Money» fue escrita por Jamille Pierre, Badriia Bourelly, Rihanna y Travis Scott, y producida por Scott, Kanye West, Deputy y WondaGurl. El 25 de marzo de 2015, vía su cuenta oficial de Twitter, Rihanna publicó, «rihannaNow.com #R8 #BBHMM #March26». Luego de su publicación, ella posteó la portada del sencillo en su cuenta oficial de Instagram. La portada en blanco y negro presenta a Rihanna con cejas resaltadas mientras ella una campera de motocicleta; John Walker de MTV News asumió que la foto fue tomada por el dúo de fotógrafos holandeses Inez and Vinoodh, estos fueron los que hicieron la portada y el vídeo musical para «FourFiveSeconds». El título de la canción fue ubicado en el lado izquierdo y escrito en Braille. De acuerdo con Morwenna Ferrier de The Guardian, "la nueva imagen de Rihanna imita a una Madonna en Vision Quest que conoce a Paolo Roversi, que conoce a Frida Kahlo, que conoce a Boy George". Después de ese día, un fragmento de la canción fue publicado a través de la aplicación Dubsmash. El 26 de marzo, la canción se hizo disponible para descarga digital mundialmente vía iTunes Store. Después de eso, una versión editada de la canción fue publicada bajo el título «B**** Better Have My Money».

## Composición
«Bitch Better Have My Money» es una canción del género trap, con una duración de tres minutos y treinta y nueve segundos. De acuerdo con Jim Farber de New York Daily News la canción recuerda a los trabajos realizados por West, particularmente las vocales de medio canto y medio rap. Para interpretar la canción, ella usó su acento caribeño. Farber también llamó a la canción de "sombría" y "repetitiva", y de acuerdo a sus resultados representa más a una melodía de una canción completa. Jason Lipshutz de Billboard encontró a esta canción similar al sencillo de Rihanna en 2013, "Pour It Up". Brittany Spanos de Rolling Stone notó el cambio drástico de esta canción con su sencillo anterior "FourFiveSeconds", una canción que presentó "un tono suave y acústico". Similarmente, Miles Raymer de Entertainment Weekly escribió que, "Bitch Better Have My Money" es un petardo con influencia de Trap, también escribió que esta canción dio un giro de 180 grados respecto al sonido rústico de "FourFiveSeconds". Lewis Corner de Digital Spy notó que la pista representa una secuela del material musical presentado en el séptimo álbum de estudio de Rihanna en 2012, Unapologetic, "con un movimiento y ritmo de hip hop, además de los raps de Rihanna en sus canciones". Líricamente, la canción presenta un tono más furioso de las anteriores canciones de Rihanna, "Siempre soy la única "cosa" que ustedes están viendo, no actúes como si lo olvidaras, siempre llamo a esos tragos, los shots", proclamado solamente con una "máquina, un cañón y el Ad líbitum". Lipshutz notó que el contenido lírico de la canción fue inspirado en la canción de Beyoncé del álbum del mismo nombre en 2013, "Flawless".

## Recepción de la crítica
Spanos de Rolling Stone escribió que, "su sonido envolvente tiene mucha fuerza desde su debut en el género dance pop, y 'Bitch Better Have My Money' puede ser más fuerte todavía". Jeff Pearson de Paste dijo que el sencillo es un "clásico RiRi" en el cual ella muestra un sonido confidente y un control "más presente que nunca". Stacy-Ann Ellis de Vibe describió a la canción como "ruda" y "mandona", "ella confidencialmente clama su lugar como el top-shot del juego, y el final de la canción, tú te sentirás de la misma forma". Lipshutz de Billboard le dio a la canción tres de cinco estrellas y escribió que a pesar de que la canción no es un correcto sucesor de los sencillos anteriores de Rihanna, We Found Love y Only Girl (In The World), está "diseñada para hacer retumbar a los clubes y explotar a las arenas, seguramente tendrá mucho éxito inclusive hasta el próximo año y más aún". De la misma forma, Corner de Digital Spy también le dio tres de cinco estrellas a la canción, a pesar de que Rihanna anunció que quería que su próximo proyecto se sintiera conmovedor, en relación con "Bitch Better Have My Money", él dijo "Seguramente que es una canción para tocar en los clubes, pero ¿Cómo para que tenga un sonido conmovedor? Quizás está aún por venir". Corner y Amy Davidson, para la misma publicación, posicionaron al sencillo en tercer lugar en su lista de reproducción: Diez pistas que necesitas escuchar este 31 de marzo, y escribieron, "'Bitch Better Have My Money' determina que el nuevo álbum de la cantante nos traerá mucha diversión".

## Rendimiento comercial
Después de haber vendido 108.000 copias, "Bitch Better Have My Money" debutó en el número 23 en Estados Unidos, con el Billboard Hot 100 para la edición del 1° de abril de 2015. La semana siguiente la canción alcanzó la posición número 19 con un aumento de 22% en ventas respecto a la semana anterior logrando 133.000 descargas digitales. Con la canción dentro del top 20, Rihanna se convirtió en la tercera artista con mayor cantidad de top 20s, logrando 35 y posicionándose solo por detrás de Elvis Presley (48) y Madonna (43). Después de 12 semanas en el top 30 tras el lanzamiento del videoclip oficial la canción logró alcanzar la posición número 15 el cual hasta ahora ha sido su máxima pico en la lista, en dicha semana la canción logró vender 43.000 copias. Hasta julio de 2015 la canción ha vendido 735.000 copias en total en los Estados Unidos.
El sencillo logró ubicarse en la primera posición de la lista Hot Dance Club Songs, convirtiéndose así en el vigésimo tercer número uno de Rihanna.

## Vídeo musical
El video musical fue dirigido por Rihanna y Megaforce. En él aparece la española Sita Abellán, a la que Rihanna conoció por medio de Instagram. La escena del barco fue filmado en abril de 2015 por Marina Del Rey.
El tráiler oficial para el video musical fue lanzado el 28 de junio de 2015, en los premios BET. El tráiler muestra una historia críptica: una mujer rica, identidad desconocida, se pone a sí misma dispuesta en su lujoso apartamento, ropa y bolso recogidos en sus brazos, dice adiós compañero, y entra en un ascensor con poca luz. Mientras esto ocurre, Rihanna, simulando una mujer pobre y usar maquillaje oscuro, se detiene en el complejo de apartamentos en la noche. Ella abre el baúl de su auto y saca una gran maleta. Luchando con la maleta, ella también entra en el ascensor. En una escena, las puertas del ascensor cerca de las dos mujeres de pie. En la siguiente, las puertas se abren y Rihanna puntales a cabo, por sí sola, a excepción de su maleta pesada. El video completo, que es de siete minutos de duración, fue publicado el jueves, 2 de julio de 2015. El vídeo tiene una clasificación de M+18 en YouTube debido a su alto contenido de violencia, gore, desnudez, y por el uso de lenguaje adulto.

## Interpretaciones en directo
Rihanna interpretó "Bitch Better Have My Money" por primera vez en la segunda edición de los iHeartRadio Music Awards el 29 de marzo de 2015. Durante su actuación, la cantante vestía un vestido negro corto, con una campera verde de Versace y botas altas del mismo color. La interpretación comenzó con su descenso desde un helicóptero; después de haber entregado las letras, ella tomó el micrófono y "estalló mientras bailaba". Stacy Anderson de Billboard alabó la confidencia de Rihanna durante la actuación y notó que "las letras confrontacionales de la pista fueron entregadas completamente, y hubo varios momentos en los que ella pitaba en vivo". Will Robinson de Entertainment Weekly etiquetó a su actuación como una de las cinco mejores cosas que sucedieron durante la entrega de los premios. En relación con la actuación, Paul Thompson de Rolling Stone escribió que, "no hubo risas, guiños o asentidas a la cámara, por lo que el rendimiento de una parte de la bienvenida usando el método de actuación en una noche obstaculizada por meteduras de pata de parte producción y el anticlímax quedaron en vano". New York Daily News alabó la entrada al escenario de Rihanna y escribió, "Como siempre, la sensación cantando no desapuntó y entregó gran energía, y una actuación impresionante". Carolyn Menyes de Music Times también alabó la actuación de la cantante, diciendo que "Su interpretación vocal estuvo impresionante, como si ella haya ladrado las letras", añadiendo que "ella estaba llena de actitud y arrogancia".
El 12 de febrero de 2023, Rihanna la interpretó en vivo como parte del espectáculo de medio tiempo del Super Bowl LVII, siendo la canción que dio inicio a la actuación.

## Formatos
- Descarga digital (Versión explícita)[7]

1. "Bitch Better Have My Money" – 3:39

- Descarga digital (Versión limpia)[8]

1. "B**** Better Have My Money" – 3:39

## Posicionamiento en listas

### Semanales
| País           | Lista                     | Mejor posición |      |
| 2015           | 2015                      | 2015           | 2015 |
| -------------- | ------------------------- | -------------- | ---- |
| Alemania       | German Singles Chart      | 17             |      |
| Australia      | Australian Singles Charts | 14             |      |
| Australia      | ARIA Urban Singles Chart  | 5              |      |
| Austria        | Ö3 Austria Top 40         | 18             |      |
| Bélgica        | Ultratop 50 (Valonia)     | 11             |      |
| Bélgica        | Ultratop 40 (Flandes)     | 27             |      |
| Canadá         | Canadian Hot 100          | 11             |      |
| Canadá         | Canadian Digital Songs    | 2              |      |
| Dinamarca      | Tracklisten               | 25             |      |
| Escocia        | Scotish Singles Chart     | 18             |      |
| España         | Listas Españolas          | 24             |      |
| Estados Unidos | Billboard Hot 100         | 15             |      |
| Estados Unidos | Digital Songs             | 4              |      |
| Estados Unidos | Hot R&B/Hip-Hop Songs     | 5              |      |
| Estados Unidos | Hot Dance Club Songs      | 1              |      |
| Francia        | French Singles Chart      | 3              |      |
| Hungría        | Hungría Rádiós Top 40     | 8              |      |
| Irlanda        | Irish Singles Chart       | 32             |      |
| Nueva Zelanda  | New Zealand Singles Chart | 10             |      |
| Países Bajos   | Dutch Top 40              | 37             |      |
| Reino Unido    | UK Singles Chart          | 27             |      |
| Reino Unido    | R&B Singles Chart         | 5              |      |
| Reino Unido    | Singles Sales Chart       | 15             |      |
| Suecia         | Swedish Singles Chart     | 14             |      |
| Suiza          | Swiss Music Charts        | 7              |      |

## Certificaciones
| País/Región    | Organismo Certificador | Certificación | Ventas certificadas | Ref.   |
| -------------- | ---------------------- | ------------- | ------------------- | ------ |
| Alemania       | BVMI                   | 8x Platino    | 2 000 000           | [ 54 ] |
| Australia      | ARIA                   | Platino       | 70 000              | [ 55 ] |
| Dinamarca      | IFPI                   | Oro           | 30 000              | [ 56 ] |
| Estados Unidos | RIAA                   | 2x Platino    | 02 000 000          | [ 57 ] |
| Francia        | SNEP                   | Oro           | 150 000             | [ 58 ] |
| Italia         | FIMI                   | Platino       | 50 000              | [ 59 ] |
| Nueva Zelanda  | RMNZ                   | Oro           | 7500                | [ 60 ] |
| Polonia        | ZPAV                   | 2× Platino    | 40 000              | [ 61 ] |
| Reino Unido    | BPI                    | Plata         | 200 000             | [ 62 ] |
| Suecia         | GLF                    | Platino       | 40 000              | [ 63 ] |

## Premios y nominaciones
| Año  | Premiación               | Trabajo Nominado           | Categoría            | Resultado |
| ---- | ------------------------ | -------------------------- | -------------------- | --------- |
| 2015 | Teen Choice Awards       | Bitch Better Have My Money | Song R&B/Hip-Hop     | Nominado  |
| 2015 | Soul Train Award         | Bitch Better Have My Money | Song of the Year     | Nominado  |
| 2016 | BET Awards               | Bitch Better Have My Money | BET Centrid Awards   | Nominado  |
| 2016 | iHeartRadio Music Awards | Bitch Better Have My Money | R&B Song of the Year | Nominado  |
| 2016 | NME Award                | Bitch Better Have My Money | Best Music Video     | Nominado  |

## Historial de lanzamientos
| País           | Fecha               | Formato          | Discográfica             | Ref.   |
| -------------- | ------------------- | ---------------- | ------------------------ | ------ |
| Brasil         | 26 de marzo de 2015 | Descarga digital | Roc Nation Westbury Road | [ 64 ] |
| Canadá         | 26 de marzo de 2015 | Descarga digital | Roc Nation Westbury Road | [ 7 ]  |
| Alemania       | 26 de marzo de 2015 | Descarga digital | Roc Nation Westbury Road | [ 65 ] |
| Francia        | 26 de marzo de 2015 | Descarga digital | Roc Nation Westbury Road | [ 66 ] |
| Italia         | 26 de marzo de 2015 | Descarga digital | Roc Nation Westbury Road | [ 67 ] |
| Nueva Zelanda  | 26 de marzo de 2015 | Descarga digital | Roc Nation Westbury Road | [ 68 ] |
| España         | 26 de marzo de 2015 | Descarga digital | Roc Nation Westbury Road | [ 69 ] |
| Reino Unido    | 26 de marzo de 2015 | Descarga digital | Roc Nation Westbury Road | [ 70 ] |
| Estados Unidos | 26 de marzo de 2015 | Descarga digital | Roc Nation Westbury Road | [ 71 ] |